# Alan Carney
Pour les articles homonymes, voir Carney.
Alan Carney (né David Boughal, le 22 décembre 1909 à Brooklyn, New York, mort le 2 mai 1973 en Californie) est un acteur américain de théâtre et de cinéma.

## Biographie
Né sous le nom David Boughal à Brooklyn en 1909, il commence sa carrière dans le vaudeville. Il joue dans son premier film en 1941, et signe un contrat avec RKO Pictures, puis avec les studios Disney.
Il meurt à Van Nuys en Californie terrassé par une crise cardiaque à l'âge de 63 ans, à la suite de l'émotion d'avoir gagné aux courses (le daily double (en)) à Hollywood Park.

## Filmographie
- 1943 : Gildersleeve's Bad Day (en) de Gordon Douglas
- 1943 : Mexican Spitfire's Blessed Event
- 1943 : Pile ou Face (Mr. Lucky )
- 1943 : The Adventures of a Rookie
- 1943 : Gangway for Tomorrow
- 1943 : La Musique en folie (Around the World) d'Allan Dwan
- 1943 : Rookies in Burma
- 1944 : Sept Jours à terre (Seven Days Ashore)
- 1944 : Step Lively
- 1944 : Girl Rush
- 1945 : Zombies on Broadway
- 1945 : Radio Stars on Parade
- 1946 : Genius at Work
- 1946 : Vacation in Reno
- 1947 : The Pretender
- 1949 : Hideout
- 1958 : La Brune brûlante (Rally 'Round the Flag, Boys!)
- 1959 : Complusion
- 1959 : Li'l Abner
- 1960 : Le Grand Sam (North to Alaska)
- 1960 : Qui était donc cette dame ? (Who Was That Lady?)
- 1961 : Swingin' Along
- 1961 : Monte là-d'ssus (The Absent-Minded Professor)
- 1961 : Les Comancheros (The Comancheros)
- 1963 : Après lui, le déluge (Son of Flubber)
- 1963 : Un monde fou, fou, fou, fou (It's a Mad, Mad, Mad, Mad World)
- 1965 : Sylvia and me
- 1967 : Rentrez chez vous, les singes ! (Monkeys, Go Home!)
- 1967 : L'Honorable Griffin (The Adventures of Bullwhip Griffin)
- 1968 : Le Fantôme de Barbe-Noire (Blackbeard's Ghost)
- 1971 : Deux Hommes dans l'Ouest (Wild Rovers) de Blake Edwards
- 1974 : Le Nouvel Amour de Coccinelle (Herbie Rides Again)

## Théâtre
- 1952 : Whistler's Grandmother

## Comédie musicale
- 1954 : Fanny